# Visma
Visma is een Noorse softwaregroep die voornamelijk SaaS-oplossingen aanbiedt aan bedrijven en overheden. Door talrijke overnames is de groep actief geworden in meer dan dertig landen in Europa en Zuid-Amerika.
De naam Visma staat voor visual management applications.
Visma is sinds 2019 ook bekend als een van de hoofdsponsors van wielerploeg Team Visma I Lease a Bike (voorheen Team Jumbo-Visma) en schaatsploeg Team Jumbo-Visma. Het is ook de hoofdsponsor van de langlaufcompetitie Ski Classics.

## Activiteiten
Visma levert bedrijfskritische software voor boekhouding, hrm, loonadministratie, financieel beheer, facturatie, inkoop en schooladministratie. 
De groep groeit al enkele jaren snel door de overname van tal van lokale groeibedrijven. Eind 2023 bezat Visma ruim 180 bedrijven in 31 landen, waarvan meer dan dertig in Nederland en negen in België.
In de jaren 2010 kwam de focus meer en meer op de cloud te liggen en werd het overnamebeleid hierop gericht. In het coronajaar 2020 kende deze markt een sterke groei. Eind 2023 stonden cloudproducten voor circa 86 procent van de omzet.
De activiteiten van de groep zijn ondergebracht in vier divisies:
- De Noordse landen, waar ruim de helft van de omzet wordt gerealiseerd. Hier werken ook ruim 6000 van de 15.700 personeelsleden.
- De Benelux, waar circa een zesde van de omzet wordt behaald en zo'n 3600 personeelsleden werken.
- Maatwerkoplossingen voor grote organisaties en overheden staat ook voor een zesde van de groepsomzet. Hier werken zo'n 2800 mensen.
- Geografische uitbreiding in de overige delen van Europa en Latijns-Amerika.

## Geschiedenis
Visma ASA ontstond in 1996 uit de fusie van MultiSoft, SpecTec en Dovre Information Systems. Het telde toen een 300-tal werknemers en werd op de Beurs van Oslo genoteerd. Naast de zakelijke divisie was er toen ook een logistieke en een maritieme divisie. Deze laatste was meegekomen uit SpecTec en was destijds 's werelds grootste softwareleverancier voor de scheepvaartsector.
In 2000 werd de logistieke afdeling ondergebracht in het nieuwe Exense en werd de maritieme divisie verkocht aan het Nederlandse Station 12. Die inkomsten werden geïnvesteerd in de zakelijke divisie, die financiële en erp-software verkocht, en verdere groei door overnames. Ook werd de nieuwe divisie Visma Services opgericht die zich op boekhouding, loonadministratie, belastingen, rapportering en facturatie richtte.
In 2001 groeide Visma fors door te fuseren met SPCS en overnames in Noorwegen, Zweden en Finland. In het thuisland had men nu meer dan de helft van de erp-markt voor kleine en middelgrote ondernemingen in handen. Het aantal personeelsleden was verdrievoudigd tot 1500.
In 2004 werd in Oslo een datacenter opgezet voor de verwerking van elektronische facturen.
In 2006 betrad Visma de Nederlandse markt met de overname van boekhoudpakket AccountView. Dat jaar verwierf de Britse investeringsmaatschappij HgCapital 100 procent van de aandelen en verdween Visma van de beurs.
In de jaren 2010 kwam de focus meer op de sterk groeiende markt van cloudtoepassingen te liggen. In 2012 werd Visma.net gelanceerd in alle markten waar de groep actief was. Visma.net is een erp-pakket in de cloud voor middelgrote en grote bedrijven.
In 2018 werd de Nederlandse Raet Group overgenomen van de eigen hoofdaandeelhouder HgCapital. Raet ontwikkelde software voor de hrm- en loonadministratie van grote bedrijven en overheden. Het was Visma's grootste overname tot dan toe. Raet had afdelingen in Argentinië, Chili, Colombia, Mexico en Peru en leidde Visma daardoor tot op de Latijns-Amerikaanse markt.
In 2020 werd de groep ook in België actief via de overname van het Nederlandse boekhoudpakket Yuki en het Belgische Admisol. Datzelfde jaar nam Visma over de personeelsinformatiesysteemleverancier Nmbrs.
In 2021 vestigde Visma voor zichzelf een nieuw record, met 42 overnames in een jaar tijd. In dat jaar nam Visma onder meer het Spaanse Holded over. Holded werd in 2016 opgericht en was uitgegroeid tot een van de grootste boekhoud- en erp-pakketten voor het midden- en kleinbedrijf van het land.
In 2022 volgde Frankrijk met de overname van Inqom, een in 2016 opgericht bedrijf dat boekhoudingen automatiseert. Daarnaast heeft Visma het Nederlandse Rompslomp overgenomen. Rompslomp is in 2015 opgericht door Jaap van der Meer en Niels Koning met als doel om boekhouden makkelijk te maken.  Ook lijfde Visma dat jaar de Nederlandse IT-bedrijven Genetics en Nazca in. Verder werd de adviesafdeling met circa 2200 personeelsleden verkocht aan CVC Capital Partners. De groep wilde zich concentreren op SaaS.
Begin 2023 werden in Duitsland H&H en BuchhaltungsButler overgenomen, waarmee ook de Duitse markt werd betreden. H&H leverde erp-software voor Duitse gemeenten. BuchhaltungsButler ontwikkelde financiële software en automatiseerde boekhoudingen voor kleine ondernemingen. In Spanje werd  Moloni overgenomen, dat SaaS-producten maakte voor kleine en middelgrote ondernemingen. Door deze overname werd de groep ook in Portugal actief. Nog in 2023 werd het IJslandse Payday overgenomen. Dit bedrijf werd in 2017 opgericht en maakte boekhoud- en betalingssoftware voor kleine bedrijven. Hiermee betrad Visma ook de IJslandse markt.